# Micropsitte de Meek
Micropsitta meeki
Espèce
Statut de conservation UICN

 LC  : Préoccupation mineure
Statut CITES
La Micropsitte de Meek (Micropsitta meeki) est une espèce de perruche pygmée
.

## Répartition
Elle est endémique de l'archipel Bismarck en Papouasie-Nouvelle-Guinée.

## Sous-espèces
D'après Alan P. Peterson, 2 sous-espèces ont été décrites :
- Micropsitta meeki meeki Rothschild & Hartert 1914
- Micropsitta meeki proxima Rothschild & Hartert 1924